# Musée de l'orfèvrerie de la Communauté française de Belgique
Pour les articles homonymes, voir Musée de l'orfèvrerie.

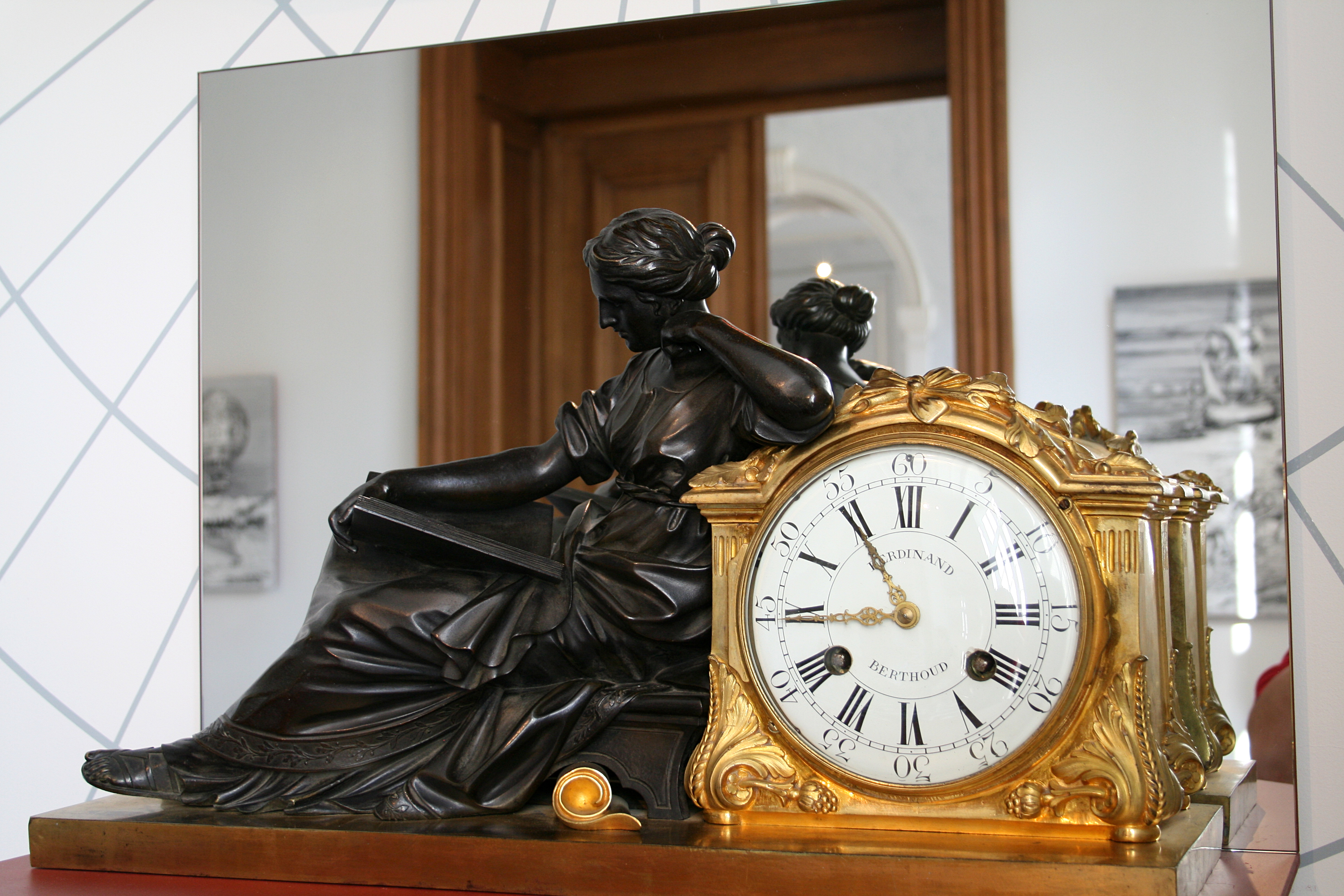
Horloge en bronze doré de Ferdinand Berthoud

Le musée de l'orfèvrerie de la Communauté française de Belgique est un musée consacré à l'orfèvrerie. Il est hébergé dans le château de Seneffe dans la province de Hainaut en Belgique.

## Historique
Le musée est aménagé dans le château de Seneffe en style Louis XVI rénové, construit au XVIIIe siècle (de 1763 à 1768) par l'homme d'affaires Julien Depestre d'après les plans de l'architecte Laurent-Benoît Dewez. Après de multiples changements de propriétaire il tomba aux mains de l'État belge en 1970 et ensuite du ministère de la Communauté française de Belgique qui décida d'y héberger ce musée.

## Claude D'Allemagne et Juliette Rémy
Des mécènes privés, le collectionneur Claude D'Allemagne et son épouse Juliette Rémy firent don d'une première collection d'orfèvrerie à l'Association royale des Demeures Historiques de Belgique, qui y a consacré une exposition permanente en sa propriété du château de Laerne, où les époux habitèrent. Dallemagne entreprit de constituer une deuxième collection d'orfèvrerie. Juliette Rémy, devenue veuve, légua cette collection à la Communauté française de Belgique. Elle fut anoblie et élevée au rang de baronne par le roi Albert II en 1994 et vécut ses dernières années au château de Seneffe.

## Œuvres d'art et mobilier
- Adrien Delorme, bureau plat en marqueterie de bois satiné clair (seconde moitié du XVIIIe siècle).

## Fonctionnement
La Communauté française de Belgique a complété la collection par des achats et des legs. Actuellement, elle est une des plus importantes de Belgique.
Des expositions thématiques sont organisées concernant la vie et l'art du XVIIIe siècle. Régulièrement de jeunes orfèvres peuvent y exposer leurs œuvres. Ainsi le lien est établi avec des artistes comme Godefroy de Huy, Hugo d'Oignies, Jean Jacobs, Jean de Lens, Philippe van Dievoet, Balthazar-Philippe Vandive, Jacques Roettiers ou Joseph Germain Dutalis et leurs successeurs contemporains.